# Женская сборная Нигерии по хоккею на траве
Женская сборная Нигерии по хоккею на траве — женская сборная по хоккею на траве, представляющая Нигерию на международной арене. Управляющим органом сборной выступает Федерация хоккея на траве Нигерии (англ. Nigeria Hockey Federation, NHF).

## Результаты выступлений

### Чемпионат мира
- 1974 — не участвовали
- 1976 — 11-е место
- 1978 — 10-е место
- 1981—2014 — не участвовали

### Мировая лига
- 2012/13 — 38-45-е место (выбыли в 1-м раунде)
- 2014/15 — не участвовали

### Игры Содружества
- 1998—2002 — не участвовали
- 2006 — 10-е место
- 2010—2014 — не участвовали

### Всеафриканские игры
- 1995 — 5-е место
- 1999 — не участвовали
- 2003 —

### Чемпионат Африки по хоккею на траве
- 1990—1998 — не участвовали
- 2005 — 4-е место
- 2009 —
- 2013 — не участвовали